# Projekt 675
Projekt 675, von der NATO als Echo-II-Klasse bezeichnet, war eine U-Boot-Klasse der sowjetischen Marine mit Nuklearantrieb und Seezielflugkörpern (SSGN), die im Kalten Krieg eingesetzt wurde.

## Planung
Im Juni 1958 empfahl das Entwicklungsbüro 18 den Bau eines neuen U-Boot-Typs, der eine Anpassung von Projekt 659 an neue Bedrohungslagen werden sollte. Die von der Sowjetunion als zunehmende Bedrohung aufgefassten Flugzeugträgerkampfgruppen der USA konnten mit den vorhandenen Mitteln nicht effektiv bekämpft werden, deshalb hatte man eine neue Strategie entwickelt, bei der luft- und seegestützte Einheiten mit modernen Seezielflugkörpern gemeinsam diese Flotten angreifen sollten. Schlüsselelement für diese Strategie war das „Uspech“-System, mit dem die Seefernaufklärer Tu-16R „Badger-E“ und Tu-95R „Bear-D“ sowie später der Hubschrauber Ka-25Ts „Hormone-B“ über das Kobalt-Datenlink, Zielinformationen an U-Boote senden konnten. Damit konnten U-Boote eine neue Generation von Lenkflugkörpern gegen Ziele jenseits des Radarhorizontes einsetzen.
Der P-6-Seezielflugkörper hatte eine maximale Reichweite von rund 380 km. Während der ersten Flugphase bestand eine Datenlink-Verbindung zwischen dem U-Boot und den Flugkörpern. Damit konnten Operateure an Bord des Bootes den Flugkörpern Ziele zuweisen, so das diese danach ihre Ziele selbstständig angreifen konnten. Um die Verteidigung eines Flugzeugträgerverbandes zu überwinden, musste eine möglichst große Zahl dieser Flugkörper in kurzer Folge abgefeuert werden. Deshalb erweiterte man die Bewaffnung um zwei Flugkörper pro Boot, so dass im Gegensatz zu den bisher sechs auf Projekt 659 mitgeführten Waffen acht an Bord waren. Das System zum Transport und Abfeuern der Flugkörper blieb grundsätzlich unverändert, so dass die Boote von Projekt 675 um vier Meter verlängert werden mussten, um zwei zusätzliche Startcontainer an Deck unterzubringen.

## Aufbau

Zeichnung der Steuerbordansicht von Projekt 675. Der nach vorn verlängerte Brückenturm, der das (hier eingefahrene) Feuerleitradar enthält, ist deutlich zu erkennen.

Projekt 675 war mit einer doppelten Schiffhülle konstruiert. Der Druckkörper war aus hochfestem AK-25-Stahl, mit einer Wandstärke von 22–35 mm gefertigt. Die äußere Hülle bestand aus Stahl mit einer Wandstärke von 4–16 mm. Die Hülle war mit Auflage aus 5 cm dicken Hartgummiplatten bedeckt, welche die Geräusche aus den Booten dämpfen und die Signale von gegnerischen Sonarimpulsen absorbieren sollten. Der innere Druckkörper, in dem Besatzung und Schiffssysteme untergebracht waren, unterteilte sich in zehn Abteilungen, die durch wasserdicht verschließbare Schotten voneinander getrennt waren. Der innere Aufbau war dabei in vielen Teilen identisch dem von Projekt 658.

### Antrieb
Die Energieversorgung von Projekt 675 stützte sich auf zwei WM-A-Druckwasserreaktoren. Die Reaktoren mit einer thermischen Leistung von jeweils 140 MWth wurden zur Dampferzeugung eingesetzt. Mit dem Dampf wurden zwei GTSA-601-Turbinen mit jeweils 17.500 PS (12.870 kW) Leistung angetrieben, die je auf eine der beiden Wellen wirkten, welche die beiden fünfflügeligen Propeller bewegen. Weiter waren zwei Elektromotoren vom Typ PG-116 mit je 460 PS verbaut. Diese speisten auch drei Gruppen von Bleiakkumulatoren mit jeweils 112 Zellen zur Notstromversorgung.

### Sensoren

Eine Zeichnung, die erklärt, wie das Argument-Feuerleitradar auf Projekt-675-Booten nach dem Auftauchen in Position gebracht wird.

Als Sonarsystem wurde das MGK-100 „Kertsch“ verwendet, das eine bedeutend höhere Leistungsfähigkeit hatte als ältere Modelle. Überwasserschiffe konnten so bereits in 150 km Entfernung oder mehr erfasst werden und die Daten, die das Sonar lieferte, waren innerhalb seiner Reichweite präzise genug, um Feuerleitlösungen für Torpedos und Raketen darauf zu stützen. Die Endphase der Entwicklung des Systems wurde unter Hochdruck parallel zum Bau der ersten Einheiten von Projekt 675 abgeschlossen. Jedes Projekt-675-Boot erhielt zusätzlich für den Einsatz an der Oberfläche ein „Nakat-M“-ESM-System (NATO: „Snoop Light“) und einen ausfahrbaren RLK-101-„Albatros“-Radarsensor (NATO: „Snoop Tray“), der im X-Band arbeitete und zur Suche nach Oberflächenkontakten benutzt wurde. Eine Sendeantenne vom Typ „Argument“ (NATO: „Front Door A/Front Piece“) war im vorderen Teil des Turmes installiert und konnte an der Oberfläche den Kontakt zu den abgefeuerten Flugkörpern halten und diesen Ziele zuweisen. Weiter war das Navigationssystem „N-659 Sila“ und „Lyra“-Astronavigation-System verbaut.

## Bewaffnung

### Flugkörper
Zu Beginn waren alle 675-Boote mit den Seezielflugkörpern P-6 (SS-N-3A Shaddock) bewaffnet. Diese hatten bei einer Fluggeschwindigkeit von rund Mach 1,3 eine maximale Reichweite von rund 380 km. Die Flugkörper konnten mit einem Hohlladungsgefechtskopf mit 930 kg Gewicht oder ein Nukleargefechtskopf mit einer Sprengleistung von 20 kT bestückt werden. Das U-Boot sollte in kurzer Folge eine Salve von vier P-6-Flugkörpern abfeuern. Dabei musste das Boot, bis es den vier P-6-Lenkflugkörpern Ziele zugewiesen hatte, an der Meeresoberfläche bleiben. Dies konnte bei der maximalen Schussdistanz bis zu 20 Minuten dauern, was das U-Boot in dieser Zeit sehr verwundbar machte.
In den ersten paar Dienstjahren konnten die Boote auch mit dem P-5-Marschflugkörper (SS-N-3C Shaddock) zum Angriff auf Küstenziele beladen werden. Dieser konnte einen 650-kT-Nuklearsprengkopf mit rund Mach 1 auf eine Distanz von 650 km weit ins Ziel bringen. Allerdings konnten immer nur Flugkörper des gleichen Typs in den acht Container eines Bootes transportiert werden.
Ab 1975 wurden neun U-Boote (Projekt 675MK) mit dem Seezielflugkörper P-500 „Basalt“ (SS-N-12 Sandbox mod 1) ausgerüstet. Dieser konnte einen 1000 kg schweren konventionellen oder einen 350-kT-Nuklearsprengkopf mit 2,5-facher Schallgeschwindigkeit bis zu 550 km weit ins Ziel bringen. Auch dieser Flugkörper konnte nur an der Meeresoberfläche gestartet werden.
Ab 1981 wurde auf vier U-Boote (Projekt 675MKW) die Seezielflugkörper gegen das verbesserte Modell P-1000 „Wulkan“ (SS-N-12 Sandbox mod 2) ausgetauscht. Dieser hatten bei einer Fluggeschwindigkeit von rund Mach 3 eine maximale Reichweite von rund 700 km. Die Flugkörper konnten mit einem panzerbrechenden Gefechtskopf mit 500 kg Gewicht oder einem Nukleargefechtskopf mit 350 kT bestückt werden. Auch für den Start von diesem Flugkörper musste das U-Boot an die Oberfläche auftauchen.

### Torpedos
Die Projekt-675-Boote hatten im Bug vier Torpedorohre mit einem Durchmesser von 533 mm. Für diese standen 16 Torpedos bereit. Daneben waren im Heck zwei Torpedorohre mit einem Durchmesser von 400 mm verbaut. Für diese waren 4 Torpedos vorhanden.

## Geräuschentwicklung
Von den Mannschaften selbst als „Klapperdose“ bezeichnet, war Projekt 675 eine Klasse von sehr lauten U-Booten, die selbst beim Versuch, leise zu laufen, noch deutlich zu hören waren.

## Varianten
17 U-Boote von Projekt 675 wurden im Verlauf ihrer Dienstzeit modernisiert. Dabei wurden folgende Umbauten vorgenommen:

### Projekt 675MU
Projekt 675MU (russisch: 675МУ) war ein Testträger für ein Troposphären-Funksystem, dass die P-6-Seezielflugkörper während ihres Fluges mit aktualisierten Daten versorgen konnte.
Dazu wurde die „Argument“-Sendeantenne (NATO: „Front Door A“) entfernt und durch das System „Argon“ ersetzt. Dieser Umbau wurde nur auf dem Boot K-28 vorgenommen.

### Projekt 675K
Projekt 675K war die Bezeichnung für die Modernisierung der Boote K-47 und K-125 von 1972 und 1974 mit dem „Orca-B“-System, das Zieldaten von Satelliten empfangen konnte. Dazu wurde in der Turmmitte ein großer ausfahrbarer Satellitenempfänger installiert, für dessen Unterbringung der Turm in der Mitte verbreitert werden musste.

### Projekt 675NK
Projekt 675NK (russisch: 675НК) war ein Umbau, der an K-170 vorgenommen wurde. Der Umbau erfolgte zwischen 1973 und 1980 in der Schiffwerft SPR-10 in Poljarny. Dabei wurden die Startbehälter für die Seezielflugkörper entfernt und das Boot für den Einsatz von speziell ausgebildeten Tiefseetauchern (sog. „Hydronauten“) des KGB oder GRU umgebaut. Weiter konnte ein Kleinst-U-Boot vom Projekt 18511 „Nelma“ (NATO-Codemane „Paltus“) mitgeführt werden. Nach dem Umbau wurde des Boot in KS-86 umbenannt und versah bis 1991 seinen Dienst bei der Nordflotte.

### Projekt 675MK
Projekt 675MK war eine Modernisierungsmaßnahme, bei der ab 1975 die neuen P-500 „Basalt“-Seezielflugkörper mit dem neuen „Basalt“-Feuerleitsystem eingerüstet wurde. Die K-23, K-56, K-57, K-94, K-104, K-128, K-175, K-184 und K-189 erhielten die Systeme „Basalt“, „Orca-B“ und „Argon-K“. Die Wasserverdrängung veränderte sich auf 5.090 Tonnen an der Oberfläche und 6.360 Tonnen im Tauchbetrieb.

### Projekt 675MKW
Bei Projekt 675MKW (russisch: 675МКВ) wurden ab 1981 auf den Booten K-1, K-22, K-34 und K-35 das „Orca-B“-Feuerleitsystem und andere Komponenten installiert. Die Modernisierung ähnelte der von Projekt 675MK, jedoch wurde hier das „Argon KW“ anstelle des Modells „K“ verbaut und die P-500-Seezielflugkörper gegen das Modell P-1000 „Wulkan“ ausgetauscht. Die etwas anderen Abmessungen der Waffe machte Umbauten der Startbehälter und elektronischen Systeme notwendig. Auf K-1 wurde zudem ein druckfester Container im Brückenturm eingebaut, der schultergestützte 9K34 Strela-3-Flugabwehrraketen enthielt, die vom Turm aus gegen Luftziele eingesetzt werden konnten. Die Wasserverdrängung von Projekt 675MKW veränderte sich auf 5.375 Tonnen an der Oberfläche und 6.810 Tonnen im Tauchbetrieb. Acht zusätzliche Besatzungsmitglieder mussten für die Bedienung und Wartung der neuen Systeme an Bord genommen werden.

## Einheiten

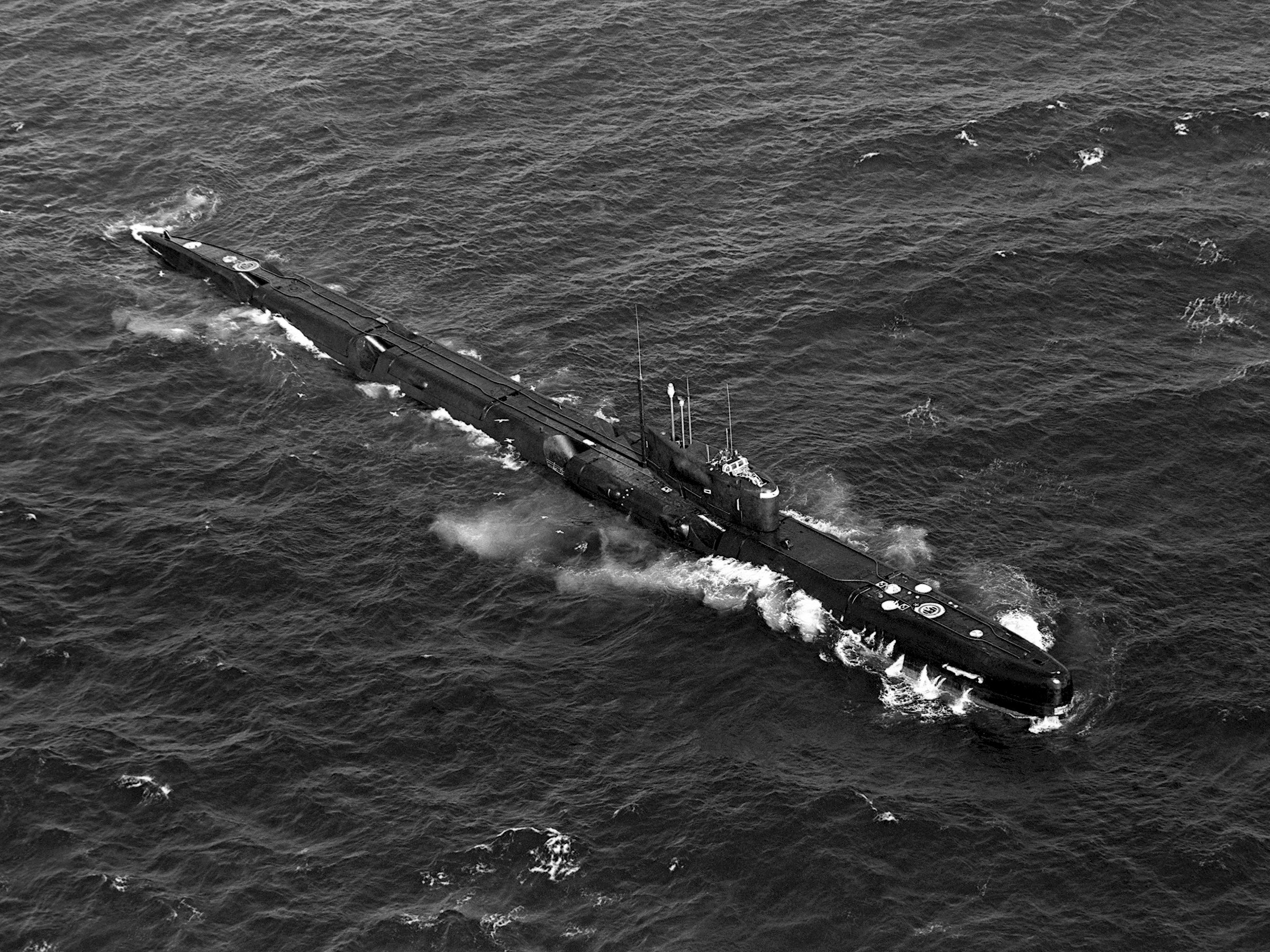
Ein Projekt-675-Boot der K-Serie 1989 an der Oberfläche. Ein Teil des Gestänges, an dem der Feuerleitradarsensor „Argument“ oder „Argon“ ausgefahren werden kann, ist auf der Oberseite des Turms an der vorderen Hälfte vor der Brücke zu erkennen.

Zwischen 1961 und 1968 wurden 29 Boote der Klasse gebaut. Die durchschnittliche Bauzeit betrug zwischen 664 und 693 Tage. 15 Boote wurden der Nordflotte und 14 Boote der Pazifikflotte zugeteilt. Die Boote der Nordflotte legten bei 154 Patrouillenfahrten 3.497.420 Seemeilen zurück. Diese Boote patrouillierten im Nordatlantik, Zentralatlantik, im Karibischen Meer sowie im Mittelmeer. Während diesen Patrouillen konnten die Boote die Stützpunkte Marsa Matruh in Ägypten (1967–1974), Luanda in Angola (1976–1991) sowie Havanna auf Kuba benutzen. Die Boote der Pazifikflotte legten bei 94 Patrouillenfahrten 2.231.757 Seemeilen zurück. Diese Boote patrouillierten im Pazifik, Indischen Ozean, der Philippinensee sowie im Japanischen Meer. Auf diesen Patrouillen konnten die Boote die Stützpunkte Berbera in Somalia (1964–1977), Sokotra und Aden in Südjemen (1972–1989), Cam Ranh in Vietnam (1979–1995) sowie Surabaya in Indonesien benutzen. Ab den späten 1980er-Jahren wurden die ersten Boote ausgesondert. Als letztes 675-Boot wurde die K-22 im Jahr 1994 außer Dienst gestellt.

### Schiffsliste
| Schiffsnummer | Werft                  | Zuteilung     | Kiellegung        | Stapellauf         | In Dienst gestellt | Außerdienststellung | Bemerkung                        |
| ------------- | ---------------------- | ------------- | ----------------- | ------------------ | ------------------ | ------------------- | -------------------------------- |
| K-166         | Werft 402 Sewerodwinsk | Nordflotte    | 30. Mai 1961      | 6. September 1962  | 31. Oktober 1963   | 9. November 1988    | Umbenannt in K-71, B-71          |
| K-104         | Werft 402 Sewerodwinsk | Nordflotte    | 11. Januar 1961   | 16. Juni 1963      | 15. Dezember 1963  | 19. April 1990      | Umbau zu Projekt 675MK           |
| K-170 (KS-86) | Werft 402 Sewerodwinsk | Nordflotte    | 16. Mai 1962      | 4. August 1963     | 26. Dezember 1963  | 24. Juni 1991       | Umbau zu Projekt 675NK           |
| K-175         | Werft 199 Komsomolsk   | Pazifikflotte | 17. März 1962     | 30. September 1963 | 30. Dezember 1963  | 19. April 1990      | Umbau zu Projekt 675MK           |
| K-184         | Werft 199 Komsomolsk   | Pazifikflotte | 2. Februar 1963   | 25. August 1963    | 31. März 1964      | 19. April 1990      | Umbau zu Projekt 675MK           |
| K-172         | Werft 402 Sewerodwinsk | Nordflotte    | 8. August 1962    | 25. Dezember 1963  | 30. Juli 1964      | 19. April 1989      |                                  |
| K-47 (B-47)   | Werft 402 Sewerodwinsk | Nordflotte    | 23. Juli 1963     | 30. September 1964 | 30. Juli 1965      | 5. Juni 1994        | Umbau zu Projekt 675K            |
| K-1           | Werft 402 Sewerodwinsk | Nordflotte    | 11. Januar 1963   | 30. April 1964     | 30. September 1964 | 30. Juli 1992       | Umbau zu Projekt 675MKW          |
| K-28 (K-428)  | Werft 402 Sewerodwinsk | Nordflotte    | 26. April 1963    | 30. Juni 1964      | 16. Dezember 1964  | 19. April 1990      | Umbau zu Projekt 675MU           |
| K-35          | Werft 402 Sewerodwinsk | Nordflotte    | 6. Januar 1964    | 27. Januar 1965    | 30. Juni 1965      | 20. Juni 1993       | Umbau zu Projekt 675MKW          |
| K-189 (K-144) | Werft 199 Komsomolsk   | Pazifikflotte | 6. April 1963     | 9. Mai 1964        | 24. Juli 1965      | 24. Juni 1993       | Umbau zu Projekt 675MK           |
| K-74          | Werft 402 Sewerodwinsk | Nordflotte    | 23. Juli 1963     | 30. September 1964 | 30. Juli 1965      | 31. Dezember 1991   |                                  |
| K-22          | Werft 402 Sewerodwinsk | Nordflotte    | 14. Oktober 1963  | 29. November 1964  | 7. August 1965     | 1. Oktober 1994     | Umbau zu Projekt 675MKW          |
| K-90          | Werft 402 Sewerodwinsk | Nordflotte    | 29. Februar 1964  | 17. April 1965     | 25. September 1965 | 14. April 1989      | Umbenannt in K-111               |
| K-31 (K-431)  | Werft 199 Komsomolsk   | Pazifikflotte | 11. Januar 1964   | 8. September 1964  | 30. September 1965 | 16. September 1987  | Umbenannt in K-431               |
| K-116         | Werft 402 Sewerodwinsk | Nordflotte    | 8. Juni 1964      | 19. Juni 1965      | 29. Oktober 1965   | 10. September 1985  | Wechselte 1966 zur Pazifikflotte |
| K-57 (K-557)  | Werft 199 Komsomolsk   | Pazifikflotte | 19. Oktober 1963  | 26. September 1964 | 31. Oktober 1965   | 3. Juli 1992        | Umbau zu Projekt 675MK           |
| K-125         | Werft 402 Sewerodwinsk | Nordflotte    | 1. September 1964 | 11. September 1965 | 18. Dezember 1965  | 24. Juni 1991       | Umbau zu Projekt 675K            |
| K-48          | Werft 199 Komsomolsk   | Pazifikflotte | 11. April 1964    | 16. Juni 1965      | 31. Dezember 1965  | 19. April 1994      | Umbau zu Projekt 675K            |
| K-128         | Werft 402 Sewerodwinsk | Nordflotte    | 29. Oktober 1964  | 30. Dezember 1965  | 25. August 1966    | 19. April 1990      | Umbau zu Projekt 675MK           |
| K-56          | Werft 199 Komsomolsk   | Pazifikflotte | 30. Mai 1964      | 10. August 1965    | 26. August 1966    | 3. Juli 1992        | Umbau zu Projekt 675MK           |
| K-131         | Werft 402 Sewerodwinsk | Nordflotte    | 31. Dezember 1964 | 6. Juni 1966       | 30. September 1966 | 19. April 1990      | Umbenannt in B-131               |
| K-10          | Werft 199 Komsomolsk   | Pazifikflotte | 24. Oktober 1964  | 29. September 1965 | 15. Oktober 1966   | 1994                | Umbau zu Projekt 675MKW          |
| K-135         | Werft 402 Sewerodwinsk | Nordflotte    | 27. Februar 1965  | 27. Juli 1967      | 25. November 1966  | 14. März 1989       |                                  |
| K-94 (K-204)  | Werft 199 Komsomolsk   | Pazifikflotte | 20. März 1965     | 20. Mai 1966       | 27. Dezember 1966  | 3. Juli 1992        | Umbau zu Projekt 675MK           |
| K-135         | Werft 402 Sewerodwinsk | Nordflotte    | 27. Februar 1965  | 27. Juli 1967      | 25. November 1966  | 14. März 1989       |                                  |
| K-108         | Werft 199 Komsomolsk   | Pazifikflotte | 24. Juli 1965     | 26. August 1966    | 31. März 1967      | 19. April 1990      |                                  |
| K-7           | Werft 199 Komsomolsk   | Pazifikflotte | 6. November 1965  | 25. September 1966 | 30. September 1967 | 19. April 1990      |                                  |
| K-23          | Werft 199 Komsomolsk   | Pazifikflotte | 23. Februar 1966  | 18. Juni 1967      | 30. Dezember 1967  | 24. Juni 1991       | Umbau zu Projekt 675MK           |
| K-34 (K-134)  | Werft 199 Komsomolsk   | Pazifikflotte | 18. Juni 1966     | 23. September 1967 | 30. Dezember 1968  | 5. Juli 1994        | Umbau zu Projekt 675MK           |

### K-31
K-31 wurde am 11. Januar 1964 in Komsomolsk am Amur auf Kiel gelegt und lief am 8. September 1964 vom Stapel. 1978 erhielt das Boot die taktische Nummer K-431. Am 10. August 1985 war das Boot in der Chasma-Bucht, 55 km von der Stadt Wladiwostok entfernt, in einer Marineeinrichtung verankert, um dort neue Brennstäbe für seine Reaktoren zu erhalten. Als der Schwimmkran den Reaktordeckel zur Justierung ein wenig anhob, fuhr ein Torpedoboot mit überhöhter Geschwindigkeit vorbei, so dass der Schwimmkran von Wellen erfasst wurde und zu schwanken begann. Dadurch verklemmten sich am Ausgleichsgitter des Reaktors die Steuerstäbe, so dass diese aus dem Reaktorkern hinausgezogen wurden. Dabei wurde der Reaktor Prompt überkritisch und erreichte nach 1 bis 4 Millisekunden eine Leistung von 1,5 GW. Das Kühlmittel verdampfte schlagartig und es kam zu einer Dampfexplosion. Die 12 Tonnen schwere Reaktorabdeckung mit den Steuerstäben wurde abgesprengt und riss den Druckkörper des Bootes auf. Durch den Verlust des Moderators und der negativen Reaktivität erlosch die Kettenreaktion. Die meisten radioaktiven Trümmer fielen in einem Umkreis von 50 bis 100 m um das U-Boot in das Hafenbecken auf den Meeresgrund. Dieser wurde auf einer Fläche von rund 100.000 m² mit rund 185 GBq Spaltprodukten (mehrheitlich 60Cobalt) kontaminiert. Der nachfolgende Reaktorbrand in der offenen Reaktorabteilung konnte nach etwa vier Stunden gelöscht werden. Das Feuer setzte Schätzungen zufolge zwischen 185 und 259 PBq Spaltprodukte wie 60Cobalt, 131Jod und 54Mangan frei. Die radioaktive Wolke wehte in Richtung Nordwesten auf auf Dunai-Halbinsel, wo auf einem Gebiet von rund 3,5 km Länge und 650 m Breite Radioaktiver Niederschlag niederging. Bei dem Unfall wurden zehn Marineangehörige sofort getötet, sieben Personen stark verstrahlt und 56 weitere bekamen die Strahlenkrankheit. Bei den darauffolgenden Lösch- und Aufräumarbeiten waren rund 2.000 Personen im Einsatz. 290 von diesen waren stark erhöhter Strahlung ausgesetzt, wovon eine unbekannte Anzahl später an der Strahlenkrankheit starben. Einzelne Feuerwehrleute erhielten eine Äquivalentdosis von bis zu 2,2 Sv und eine Schilddrüsendosis von 4 Sv/s. Mitte der 1990er-Jahre lag die Zahle der offiziell identifizierten Opfer bei 950. Das am selben Pier liegende U-Boot K-42 (627A November-Klasse) wurde so stark verstrahlt, dass es außer Dienst gestellt werden musste. Das Reaktorabteil der K-431 wurde anschließend mit Zement verfüllt und die K-431 in die Pawlowski-Bucht geschleppt. Dort wurde sie mit Pontons an einem Pier vertäut, bis sie 2010 zur Werft „Stern“ in Bolschoi Kamen geschleppt und dort verschrottet wurde. Der Unfall wurde bis 1993 geheim gehalten.

### K-56
Das Boot wurde am 30. Mai 1964 in Komsomolsk am Amur auf Kiel gelegt und lief am 10. August 1965 vom Stapel. Sie führte in der Folgezeit mehrere Patrouillen und Übungen im Pazifik durch. Am 14. Juni 1973 wurde K-56 auf Höhe von Abteilung II vom sowjetischen Forschungsschiff Akademik Berg (russisch: Академик Берг) gerammt. Der Rammstoß zerstörte die äußere Hülle und riss den Druckkörper auf. Dabei starben 27 Besatzungsmitglieder. Der Kommandant entschied, das Boot auf den nahen Strand zu setzen, um sein Sinken zu verhindern. Das Boot konnte nur mit Hilfe von Pontons über Wasser gehalten und freigeschleppt werden. Es wurde so nach Bolschoi Kamen gebracht und dort repariert. 1977 war es zurück im Dienst. 1986 wurde es zum Projekt 675MK modernisiert. 1997 wurde K-56 außer Dienst gestellt und 2007 zur Verschrottung in die Werft „Stern“ geschleppt.

### K-108
K-108 wurde am 24. Juli 1965 in Komsomolsk am Amur auf Kiel gelegt und lief am 26. August 1966 vom Stapel. Am Morgen des 24. Juni 1970, nach einer Patrouille mit mehreren Übungsabschnitten unter Gefechtsbedingungen, ging K-108 auf Sehrohrtiefe und ein kurzer 360°-Schwenk mit dem Periskop wurde vorgenommen, aber an der Wasseroberfläche waren keine Kontakte auszumachen. Das Sonar meldete ebenfalls keine Kontakte und der Kapitän ließ auf 40 Meter tauchen und eine 90°-Wende des Bootes einleiten. Der Sonaroperator empfing nun die Geräuschemissionen eines kleinen Objekts, das man als einen mit 12 Knoten laufenden Täuschkörper in Torpedogröße interpretierte und das nach vier Minuten Laufzeit den Sonarerfassungsbereich achtern verließ. Wenige Sekunden später rammte K-108 ein unbekanntes Objekt und begann, Bug voran, unkontrolliert zu sinken. Das Boot hatte etwa 2.000 Meter Wasser unter dem Kiel und erreichte eine 30°-Neigung. Die Reaktoren wurden abgeschaltet und das Sonar meldete Lärm, der vom Ausblasen der Tauchzellen eines anderen Bootes stammte. Der Kommandant ordnete die gleiche Maßnahme an und K-108 schoss an die Oberfläche. Da K-108 allein an der Oberfläche trieb, war die Besatzung zunächst überzeugt, das andere U-Boot sei gesunken; nach wenigen Minuten wurde jedoch Turbinenlärm empfangen, der sich nach Süden in Richtung Japan bewegte. K-108 hatte seinen Steuerbordpropeller verloren und die Welle war beschädigt. Das amerikanische Boot USS Tautog hatte Schäden am Turm davongetragen und meldete seinerseits, das sowjetische U-Boot sei gesunken. Der Sachverhalt wurde erst 1991 nach dem Ende des Kalten Krieges aufgeklärt. 1989 wurde das Boot in die Reserve versetzt und 1992 in eine Dauerlagereinrichtung der Marine geschleppt.

### K-116
Das Boot wurde am 8. Juni 1964 in Sewerodwinsk auf Kiel gelegt und lief am 19. Juni 1965 vom Stapel. Ab dem 29. Oktober 1965 versah das Boot seinen Dienst bei der Nordflotte. Im Jahr 1966 wechselte das Boot zur Pazifikflotte. Die für die Überführung gewählte Route verlief in südlicher Richtung durch den Atlantik, mit einer Durchfahrt der Drakestraße am südlichsten Punkt Südamerikas und einer anschließenden Fahrt über den Pazifik. Unter dem Kommando von Konteradmiral Sorokin wurde K-116 von K-133, einem Projekt 627-U-Boot begleitet, welches ebenfalls zur Pazifikflotte überführt wurde. Die Fahrt erfolgte ohne Auftauchen und dauerte vom 2. Februar bis zum 26. März 1966. Dabei legten die Boote in 52 Tagen rund über 21.000 Seemeilen unter Wasser zurück. Konteradmiral Sorokin wurde für diese Leistung als Held der Sowjetunion ausgezeichnet. Am 2. Juli 1979 kam es auf der K-116 zu einem Leck im Kühlkreislauf des Backbordreaktors und die Energiedosis im Reaktorraum stieg auf 90 Gy. Um eine drohende Kernschmelze zu verhindern, tauchte das Boot auf und der Kommandant ließ den Reaktorraum fluten. Es gab keine Todesfälle, aber eine unbekannte Anzahl von Seeleuten wurde hohen Strahlenwerten ausgesetzt. Das Boot musste an der Oberfläche zum Stützpunkt zurückgeschleppt werden. Das Boot wurde nicht mehr repariert und zur Reserveflotte versetzt, wo es ab dem 10. September 1985 verschrottet wurde.

### K-172
Das Boot wurde am 8. August 1962 in Sewerodwinsk auf Kiel gelegt und lief am 25. Dezember 1963 vom Stapel. Im März 1968 kam es zu einem Zwischenfall, als ein Behälter mit 18 kg Quecksilber, der eigentlich nicht ungesichert hätte an Bord sein dürfen, in einer Mannschaftskabine auslief. Um einer Bestrafung wegen Verstoßes gegen die Sicherheitsbestimmungen beim Umgang mit Gefahrenstoffen zu entgehen, wurden die Reste des Quecksilbers in ein Handwaschbecken geschüttet und die ausgelaufenen Mengen mit Lappen und Mopp aufgewischt. Das Quecksilber gaste in der Folge aus und gelangte in die Ventilationsschächte. 126 von 132 Besatzungsmitgliedern, die bei dieser Mission an Bord waren, erlitten durch die Dämpfe Quecksilbervergiftungen. 1978 wurde das Boot in K-192 umbenannt. Nach mehreren ereignislosen Patrouillen im Nordatlantik ereignete sich im Sommer 1989 ein weiterer Zwischenfall. Am 25. Juni 1989 wurde 350 km südlich der Bäreninsel ein Leck am Primärkühlkreislauf des Reaktors entdeckt. Das Leck konnte zunächst nicht geschlossen werden und die Mannschaft glich den sinkenden Pegelstand im Kühlkreislauf durch Nachfüllen von Frischwasser aus den Tanks des Bootes aus. Das weiter auslaufende kontaminierte Kühlwasser wurde ins Meer gepumpt. Ein per Funk herbeigerufener Frachter lieferte weiteres Wasser über einen Schlauch, nachdem die Wasservorräte von K-192 aufgebraucht waren. Am 26. Juni erreichte das Spezialschiff Armur das U-Boot und begann das verstrahlte Wasser aus dem Kühlkreislauf direkt in seine Lagertanks zu pumpen und seinerseits Frischwasser zu liefern. Der Kühlkreislauf wurde kurz unterbrochen um das Leck abzudichten, jedoch versäumte der zuständige Seemann, die Kühlung wieder einzuschalten, als er seinen Posten zum Ende seiner Wache verließ. Der sich aufheizende Reaktor löste den Alarm aus und die Kühlung wurde reaktiviert. Der Temperaturunterschied zwischen Kühlwasser und den Gehäusen der Brennstäbe war jedoch schon zu groß, so dass diese aufrissen und das Wasser nun direkt die Stäbe umspülte. Das hochverstrahlte Kühlwasser konnte von der Armur nicht aufbereitet werden, so kappte man den Schlauch und leitete es ins Meer. Der Schaden am Reaktor konnte nicht mit einfachen Mitteln behoben werden, so stellte man das Boot außer Dienst. 1994 wurde der Reaktor entfernt und das Boot um 2000 verschrottet.

### Weitere Unfälle und Verluste
- 19. Januar 1972 – Die K-131 kollidiert in der Motowski-Bucht mit der K-320, einem Boot der 670 Charlie-I-Klasse. Beide Boote wurden beschädigt, konnten aber aus eigener Kraft in ihre Heimathäfen zurückkehren.[24]
- 20. August 1973 – Die K-1 kollidierte auf Tauchfahrt in 120 Metern Tiefe mit einem unterseeischen Berg in der Karibik. Dabei entstanden beträchtliche Bugschäden. Ob es Verletzte gab, ist unklar.
- 25. Januar 1975 – Auf der K-57 wird unbeabsichtigt die Feuerlöschanlage ausgelöst. Dabei werden zwei Seeleute vom Löschgas (Freon) getötet.[25]
- 26. August 1976 – Während der Fahrt in der Barentssee löste auf der K-47 ein Kurzschluss in den Mannschaftsunterkünften ein Feuer aus. Acht Seeleute sterben.
- 28. August 1976 – Die K-22 kollidierte im Mittelmeer mit der Fregatte USS Voge. Beide Schiffe wurden stark beschädigt. K-22 fuhr in einen Hafen am Ägäischen Meer. Die amerikanische Fregatte wurde manövrierunfähig nach Kreta geschleppt.[26][27]
- 24. September 1976 – Während einer Fahrt im Nordatlantik brach auf der K-47 ein Feuer aus. Acht Seeleute starben und 101 erlitten eine Kohlenmonoxidvergiftung.[28]
- 5. Mai 1981 – Auf einer Fahrt in der Arktis kollidiert die K-221 mit der HMS Sceptre. Beide U-Boote werden beschädigt, können aber unter eigener Kraft in ihre Heimathäfen zurückkehren.[29]
- 18. Juni 1984 – Auf dem U-Boot K-131 brach während der Fahrt in der Barentssee Feuer in der achten Abteilung aus. Ein Elektriker hatte Sicherheitsrichtlinien missachtet. Dabei starben 14 Seeleute. Nach dem Unfall wurde das Boot zur Reserveflotte versetzt.[21][30]
- 8. September 1985 – Während die K-175 am Pier in Aden liegt, kommt es während Wartungsarbeiten zu einem Druckabfall im Kühlsystem beider Reaktoren. Dabei wurde eine unbekannte Anzahl von Seeleuten erhöhten Strahlenwerten ausgesetzt.[21]
- September 1986 – Auf der K-175 kam es während einer Fahrt in der Nähe von Vietnam zu einem Leck im Kühlkreislauf eines Reaktors. Dabei wurde eine unbekannte Anzahl von Seeleuten erhöhten Strahlenwerten ausgesetzt. Die Instandsetzung des Bootes wurde im Oktober 1989 abgebrochen und das Boot wurde zur Reserveflotte versetzt.[21]
- 13. Mai 1991 – An diesem Tag liegt die K-74 am Pier in der Ara-Bucht bei Widjajewo (Marinestützpunkt Murmansk). Dort wird das Boot mit P-6-Seezielflugkörpern beladen. Als ein Fähnrich einer der Flugkörper an das Bordnetz des U-Bootes anschließt, zündeten die Feststoffbooster am Flugkörperheck. Der Flugkörper flog aus dem Startcontainer in Richtung des Flottenhauptquartiers. Nach einer kurzen Flugstrecke kollidierte er mit einem Freileitungsmast und stürzte auf einen Exerzierplatz. Der Fähnrich, der sich zum Startzeitpunkt in dem Container befand, kam dabei ums Leben.[31]

## Belege und Verweise